# Combat Rock
Combat Rock je studiové album britské punkové skupiny The Clash z roku 1982; zároveň i poslední album klasické sestavy před odchodem Micka Jonese a Topper Headona.
Třebaže album obsahuje další různé hudební styly, není oproti předchozímu albu Sandinista! tolik experimentální. Ve Spojeném království dosáhlo 2. příčky a v USA 7.příčky; také získalo platinu.

## Seznam skladeb
Všechny písně napsali The Clash, krom uvedených výjimek.

### Strana jedna
1. "Know Your Rights" (Strummer/Jones) – 3:39
2. "Car Jamming" – 3:58
3. "Should I Stay or Should I Go" – 3:06
4. "Rock the Casbah" – 3:44
5. "Red Angel Dragnet" – 3:48
6. "Straight to Hell" – 5:30

### Strana dva
1. "Overpowered by Funk" – 4:55
2. "Atom Tan" – 2:32
3. "Sean Flynn" – 4:30
4. "Ghetto Defendant" – 4:45
5. "Inoculated City" – 2:43 (některá vydání obsahují skladbu dlouhou 2:11)
6. "Death Is a Star" – 3:08

## Sestava
- Joe Strummer - zpěv, kytara
- Mick Jones - kytara, zpěv
- Paul Simonon - baskytara
- Topper Headon – bicí, piano a baskytara v "Rock the Casbah"

Hosté
- Allen Ginsberg – zpěv ve "Ghetto Defendant"
- Futura 2000 – zpěv ve "Overpowered by Funk"
- Ellen Foley – doprovodné vokály "Car Jamming"
- Joe Ely – doprovodné vokály "Should I Stay or Should I Go?"
- Tymon Dogg – piano v "Death Is a Star"
- Poly Mandell – klávesy ve "Overpowered by Funk"
- Gary Barnacle – saxofon ve "Sean Flynn"